# Boston terrier
Boston terrier[Nota] é uma raça canina oriunda da cidade de Boston, nos Estados Unidos. Originalmente eram utilizados como cães de combate e cães de caça a ratos, inclusive no Rat-baiting.

## História

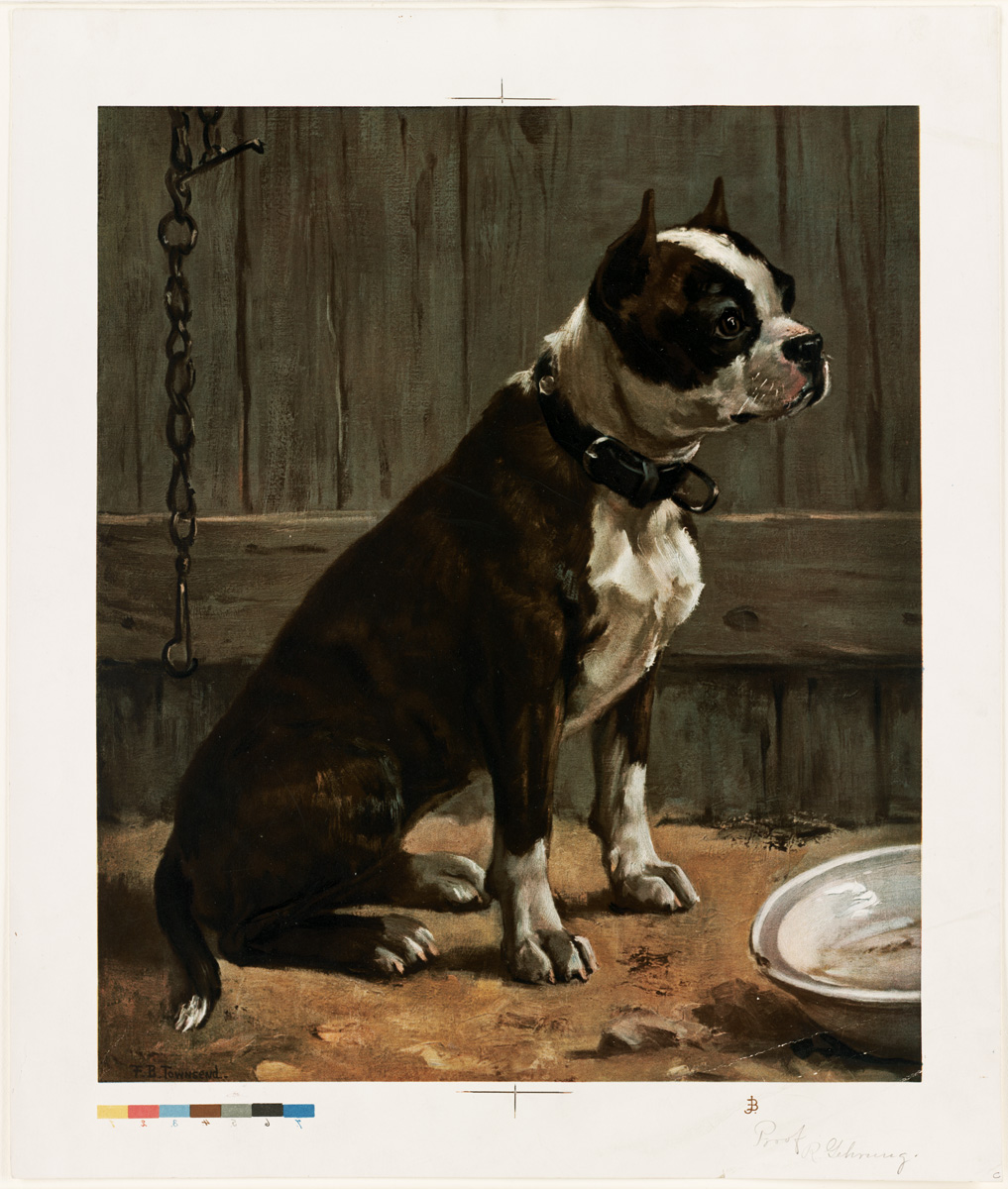
Boston terrier. Obra por Frances B.Townsend, Século XIX.

Sua origem, bem como a de outras raças, é controversa. Enquanto alguns historiadores afirmam que estes caninos foram totalmente desenvolvidos pelos norte-americanos através de cruzamentos entre raças europeias, outros afirmam que foram desenvolvidos em solo americano, porém, não pelas mãos estadunidenses. Outro ponto em discussão seria o número de raças envolvidas nos cruzamentos que geraram o Boston. Ao passo que uns acreditam ser ele o resultado dos acasalamentos entre cães do tipo Terrier e antigos buldogues(que resultava no Bull-and-terrier), outros acreditam que o Boxer foi envolvido nestes cruzamentos, e até Bulldog francês. A despeito disso, sua origem foi creditada a nação da América do Norte. Os antigos Boston terriers (Olde Boston Bulldogge), na época apelidados de "Roundheads" ("Cabeça redonda") eram bem maiores que os atuais, e pesavam até cerca de 20 kg. A raça foi reconhecida pelo American Kennel Club em 1893.

## Características

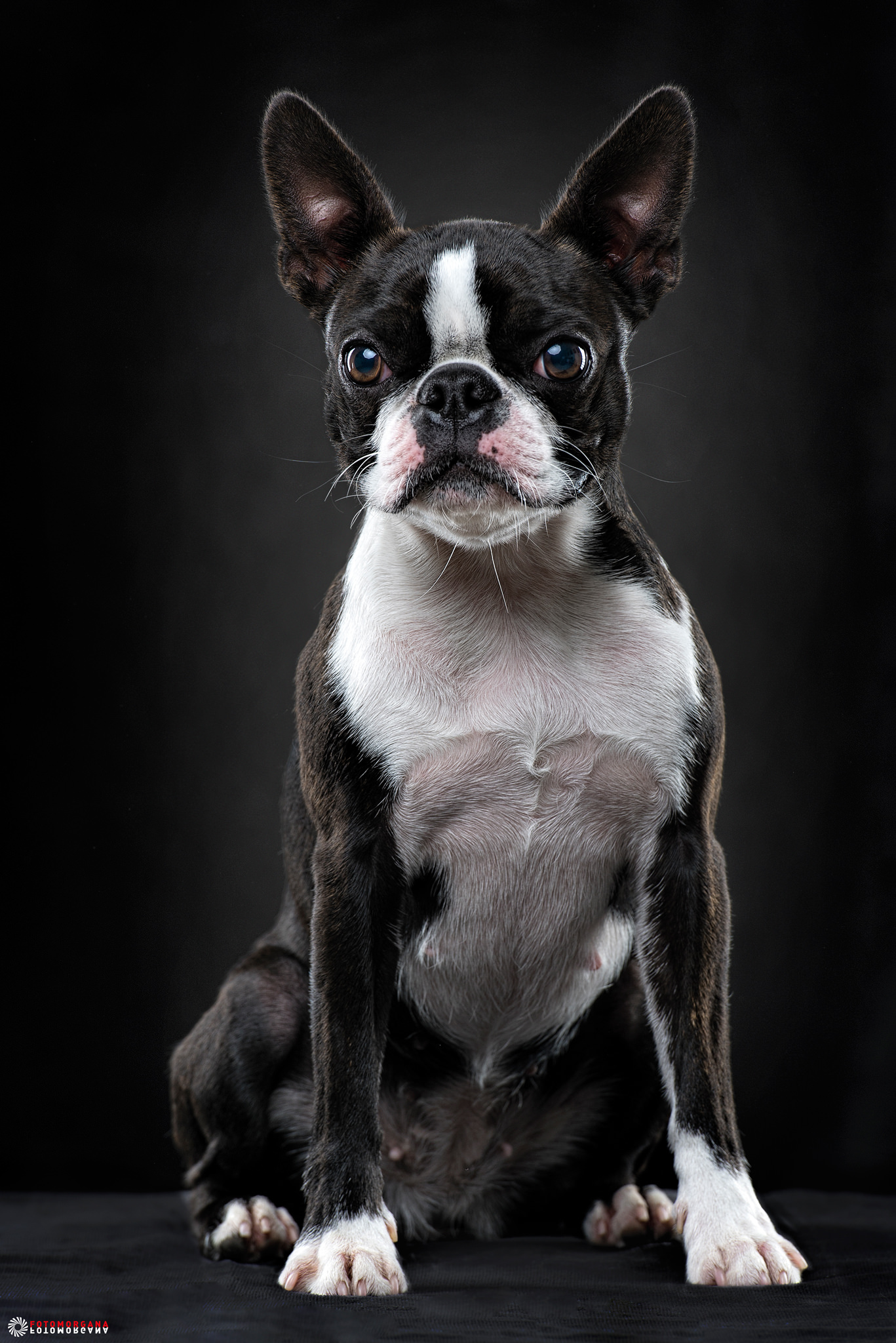
Boston Terrier fêmea

Canino de personalidade vivaz, amigável e inteligente. Adaptável a ambientes menores, é bom animal de companhia. Todavia, no ranking de inteligência canina, ocupa a 54ª posição entre as 79 raças listadas, o que representa resistência ao adestramento de obediência a donos inexperientes.